# Ajak, Ungern
Ajak är en stad och kommun i distriktet Kisvárda i provinsen Szabolcs-Szatmár-Bereg i nordöstra Ungern. Kommunen har 3 237 invånare (2024), på en yta av 24,76 km².